# Greendale (Indiana)
Greendale é uma cidade localizada no estado americano de Indiana, no Condado de Dearborn.

## Demografia
Segundo o censo americano de 2000, a sua população era de 4296 habitantes.
Em 2006, foi estimada uma população de 4379, um aumento de 83 (1.9%).

## Geografia
De acordo com o United States Census Bureau tem uma área de
15,8 km², dos quais 15,7 km² cobertos por terra e 0,1 km² cobertos por água.

## Localidades na vizinhança
O diagrama seguinte representa as localidades num raio de 12 km ao redor de Greendale.